# Czarny tulipan (film)
Czarny tulipan (fr. La Tulipe noire, wł. Il Tulipano Nero, hiszp. El tulipán negro) – francusko-włosko-hiszpański film płaszcza i szpady z 1964 roku w reżyserii Christiana-Jaque’a. Mimo tytułu nie ma nic wspólnego z powieścią Aleksandra Dumasa o tym samym tytule.

## Fabuła
W czerwcu 1789 roku, w Roussillon zamaskowany rozbójnik zwany Czarnym Tulipanem budzi postrach wśród tamtejszej arystokracji. Baron La Mouche, naczelny szef policji domyśla się, że jest to hrabia Guillaume de Saint-Preux, ku niedowierzaniom innych. Zasadza obławę na Czarnego Tulipana i w walce rani go szpadą w lewy policzek, dzięki czemu będzie w stanie go rozpoznać po szramie i zdemaskować. Brignol, wspólnik Czarnego Tulipana na jego prośbę przywozi jego młodszego brata Juliena, który sympatyzuje z ideałami zwolenników rewolucji. Julien ma udawać Guillaume’a, dopóki temu nie zagoi się rana. Julien musi w jego imieniu przybyć do Paryża na spotkanie polityczne u markiza de Vigogne. Guillaume jest również sekretnym kochankiem jego żony – Catherine.
W Paryżu Julien po upadku z konia jest leczony u mieszczanina Plantina, weterana rewolucji amerykańskiej. Zakochuje się w jego córce – Caro, ze wzajemnością. W posiadłości markiza, zgromadzona arystokracja omawia plany rozwiązania Zgromadzenia Narodowego oraz jak najemne oddziały księcia de Grassillac mają przybyć do Paryża, by spacyfikować coraz bardziej domagający się równych praw stan trzeci. Wracającego nocą La Mouche’a atakuje Czarny Tulipan i zostawia mu szramę na lewym policzku dla wyrównania rachunków. Julien opowiada mu o tym, czego się dowiedział, lecz nie zamierza powstrzymać oddziałów księcia, gdyż jego zdaniem wszystkie stany są siebie warte, a rozbójnikiem został wyłącznie dla swojej korzyści. Rozczarowany egoizmem brata Julien postanawia powstrzymać księcia.
Julien wciąż podszywający się pod Guillaume’a przyjmuje do siebie Caro. Mówi mu ona o sekretnej akcji przeciw szlachcie organizowanej przez jej ojca. Pojawia się też Plantin oskarżający córkę o sprzyjanie feudalizmowi. Julien wyraża chęć poślubienia Caro podpierając się ideami równościowym. Plantin jest przeciw, ale Julien mówi mu o przybyciu regimentu księcia de Grassillac nocą. Książę przybywa do posiadłości de Vignonów, gdzie mówi, że nie wierzy w istnienie Czarnego Tulipana uważając go za plebejski mit. Julien pisze do niego fałszywy list od markizy o przyjściu do Czerwonego Saloniku, miejsca jej schadzek. Książę ochoczo przybywa tam, gdzie nakrywa go udający gniew Julien i obaj wdają się w pojedynek na szpady. To pretekst, by książę zginął i żeby nie łączono jego śmierci z polityką.
Walkę przerywa wieść o kradzieży prochu ze zbrojowni markiza i zabiciu rozstawionych strażników. Książę sądzi, że to sprawka buntowników. Julien wymyka się z posiadłości i ostrzega ludzi Plantina planujących wysadzić most, przez który mają przechodzić najemne oddziały, by w porę uciekli przed nadchodzącymi żołnierzami księcia. Most zostaje wysadzony pod osobistym nadzorem Juliena i buntownikom udaje się pokrzyżować szyki księcia, a nawet go porwać. W kryjówce buntowników Julien oznajmia wszystkim, że to on jest Czarnym Tulipanem. Książę czuje się mimo wszystko uhonorowany, że zginie z rąk Czarnego Tulipana. Zostaje zmuszony do podpisania ułaskawienia Plantina i mianowania go generałem.
Plantin nakazuje oddelegowanie oddziałów księcia do Marsylii. La Mouche śledząc Plantina odkrywa kryjówkę buntowników, gdzie wdaje się z nimi w walkę. Podczas niej książę uwalnia się i informuje La Mouche’a o prawdziwej tożsamości Czarnego Tulipana. Buntownicy wkrótce są aresztowani. Plantin zostaje skazany na dożywocie, a Julien na powieszenie. Gdy prawdziwy Guillame się o tym dowiaduje, jest w szoku. Brignol, bojąc się, że Julien wyda jego i Guillaime’a na torturach, chce uciec do Hiszpanii, lecz zostaje pobity przez Guillame’a, który decyduje się zostać we Francji. Uwalnia on Juliena z więzienia, lecz w wyniku ran decyduje zająć jego miejsce. Następnego dnia Guillaume ginie publicznie na szubienicy ku radości zgromadzonej arystokracji i rozpaczy Caro biorącej go za jego brata.
Arystokracja w posiadłości de Vignonów triumfuje śmierć Czarnego Tulipana, gdy ujawnia się im Julien w jego kostiumie. Zgromadzeni nie mogą uwierzyć, że ich wróg zmartwychwstał. Zamiast ciała Guillaume’a widzą powieszonego markiza. Na dodatek Bastylia zostaje zdobyta przez lud paryski, dzięki uprzedniemu opóźnieniu najemnych oddziałów. Przerażona arystokracja ucieka w popłochu. Książę ucieka do rodzinnej Flandrii wraz z markizą, która jako wdowa chce zacząć z nim nowe życie. La Mouche z trwogą obserwuje Czarnego Tulipana na czele tłumu przedstawicieli stanu trzeciego. Julien wzbrania tłum przed linczem, mówiąc że zemsta należała do zwyciężonych. Voltaire, wierny koń Czarnego Tulipana ściga uciekającego La Mouche’a prosto na rzeczne klify, gdzie ten spada w przepaść. Uwolniony Plantin świętuje dzień zdobycia Bastylii, a Julien przyjmując imię zmarłego brata w euforii tańczy z Caro.

## Obsada
| Rola                                              | Aktor             | Głos             |
| ------------------------------------------------- | ----------------- | ---------------- |
| Julien de Saint-Preux                             | Alain Delon       | Alain Delon      |
| Czarny Tulipan / Guillaume de Saint-Preux         | Alain Delon       | Alain Delon      |
| Caroline „Caro” Plantin                           | Virna Lisi        | Martine Sarcey   |
| markiza Catherine de Vigogne                      | Dawn Addams       | Nadine Alari     |
| generał-porucznik policji baron de la Mouche      | Adolfo Marsillach | Michel Roux      |
| książę Alexandre de Grassillac de Morvan-Le-Breau | Robert Manuel     | Robert Manuel    |
| Plantin                                           | Francis Blanche   | Francis Blanche  |
| markiz Vigogne                                    | Akim Tamiroff     | Serge Nadaud     |
| Brignol                                           | José Jaspe        | brak danych      |
| Georges Rigaud                                    | Georges Rigaud    | Jacques Berthier |
| pokojówka Lisette                                 | Laura Valenzuela  | Anna Caprile     |
| Frontin                                           | Lucien Callamand  | Lucien Callamand |
| jeden z porywaczy księcia de Grassillac           | Yvan Chiffre      | Yvan Chiffre     |

Źródło: 

## Produkcja
Scenariusz, napisany głównie przez Henri Jeansona i Christiana-Jaque’a (dla dialogów francuskich) oraz Marcello Ciorcioliniego (dla dialogów włoskich), nie jest adaptacją powieści Czarny tulipan, autorstwa Alexandre’a Dumasa, wydanej w 1850 roku. Akcja powieści rozgrywa się w Holandii pod koniec XVII wieku, podczas gdy film rozgrywa się we Francji, w przeddzień rewolucji francuskiej. Gdy reżyser wpadł na pomysł przystosowania tej powieści do kina, to po przeczytaniu zdał sobie sprawę, że nie jest to powieść awanturnicza i z tego powodu zmienił historię i zachował tylko tytuł. Zamieszanie jest często podtrzymywane przez media prasowe w opisie filmu, przy okazji emisji filmu na kanałach telewizyjnych.
Film był kręcony głównie w Hiszpanii; w Trujillo i Cáceres (region Estremadura) latem 1963 roku, ale także we Francji w Studios de la Victorine w Nicei oraz w Pérouges, Gréolières i Séranon. Alain Delon zgodził się na udział w filmie, sądząc że podwójna rola będzie dla niego wyzwaniem. Szermierkę ćwiczył pod okiem fechmistrza Claude’a Carlieza.

## Odbiór
Film odniósł duży sukces we Francji. Był to dziesiąty najpopularniejszy film 1964 roku, po Żandarmie z Saint-Tropez, Mieczu w kamieniu, Pozdrowieniach z Rosji, Człowieku z Rio, Fantomasie, Pociągu, 100 tysiącach dolarów w słońcu, My Fair Lady i Weekendzie w Zuydcoote.
Joanna Guze na łamach „Filmu” dała negatywna recenzję. Zaliczyła Czarnego tulipana jako kolejny z tworzonych taśmowo i schematycznych filmów płaszcza i szpady, który nie umywał się do Fanfana Tulipana tego samego reżysera. Według niej wcześniejsze, podobnie źle ocenione Mandrin i Cartouche-zbójca wydawały się lepsze. Uważała, że Delon nie podołał w podwójnej roli i gra dobrze tylko „w najlepszych rękach: Antonioniego albo Viscontiego”. Uznała również literacki oryginał za jedno z najgorszych dokonań Dumasa.
Zgodnie z artykułem w gazecie „Le Figaro”, opublikowanym w 2013 roku, jest to najczęściej retransmitowany film we francuskich stacjach telewizyjnych, zaprogramowany 24 razy w latach 1957-2013.
Delon mając dobre wspomnienia z pracy nad Czarnym Tulipanem chciał zagrać jeszcze w jednym filmie płaszcza i szpady i w 1975 roku na prośbę swego syna zdecydował się na zagranie tytułowej roli w Zorro.